# Țepeș Vodă, Brăila
Țepeș Vodă este un sat în comuna Movila Miresii din județul Brăila, Muntenia, România.